# Taraji P. Henson
Taraji Penda Henson (* 11. září 1970 Washington, D.C.) je americká herečka, zpěvačka a spisovatelka. Svojí hollywoodskou kariéru zahájila rolemi v několika televizních seriálech, zlom nastal až s filmem Tvrďák (2001). V roce 2008 si zahrála roli Queenie ve filmu Podivuhodný případ Benjamina Buttona, za kterou byla nominována na Oscara. V roce 2015 získala roli Cookie Lyon v dramatickém seriálu stanice Fox Empire, díky které se stala první Afroameričankou, která obdržela cenu Critics' Choice Television Award v kategorii Nejlepší herečka v hlavní roli v dramatickém seriálu. Také získala Zlatý glóbus a nominace na dvě cena Emmy. V roce 2016 byla jmenována jednou ze sta nejvlivnějších osob na světě podle magazínu Time. Vydala autobiografii Around the Way Girl. V roce 2016 si zahrála hlavní roli ve filmu Skrytá čísla.

## Životopis
Henson se narodila v jihovýchodním Washingtonu, D.C. Je dcerou Bernice (rozené Gordon), manažerky ve společnosti Woodward & Lothrop, a Borise Lawrence Hensona, správce. Její první jméno znamená ve svahilštině „naděje“ a druhé jméno „láska“. V roce 1988 odmaturovala na střední v Oxon Hillu v Marylandu. Poté navštěvovala zemědělskou a technickou státní univerzitu v Severní Karolíně, kde studovala inženýrství. Rozhodla se však změnit svůj obor a přešla na Howardovu univerzitu studovat drama. Aaby za školu mohla platit, pracovala jako sekretářka v Pentagonu a po večerech pracovala jako zpívající a tančící servírka na lodi The Spirit of Washington.

## Kariéra

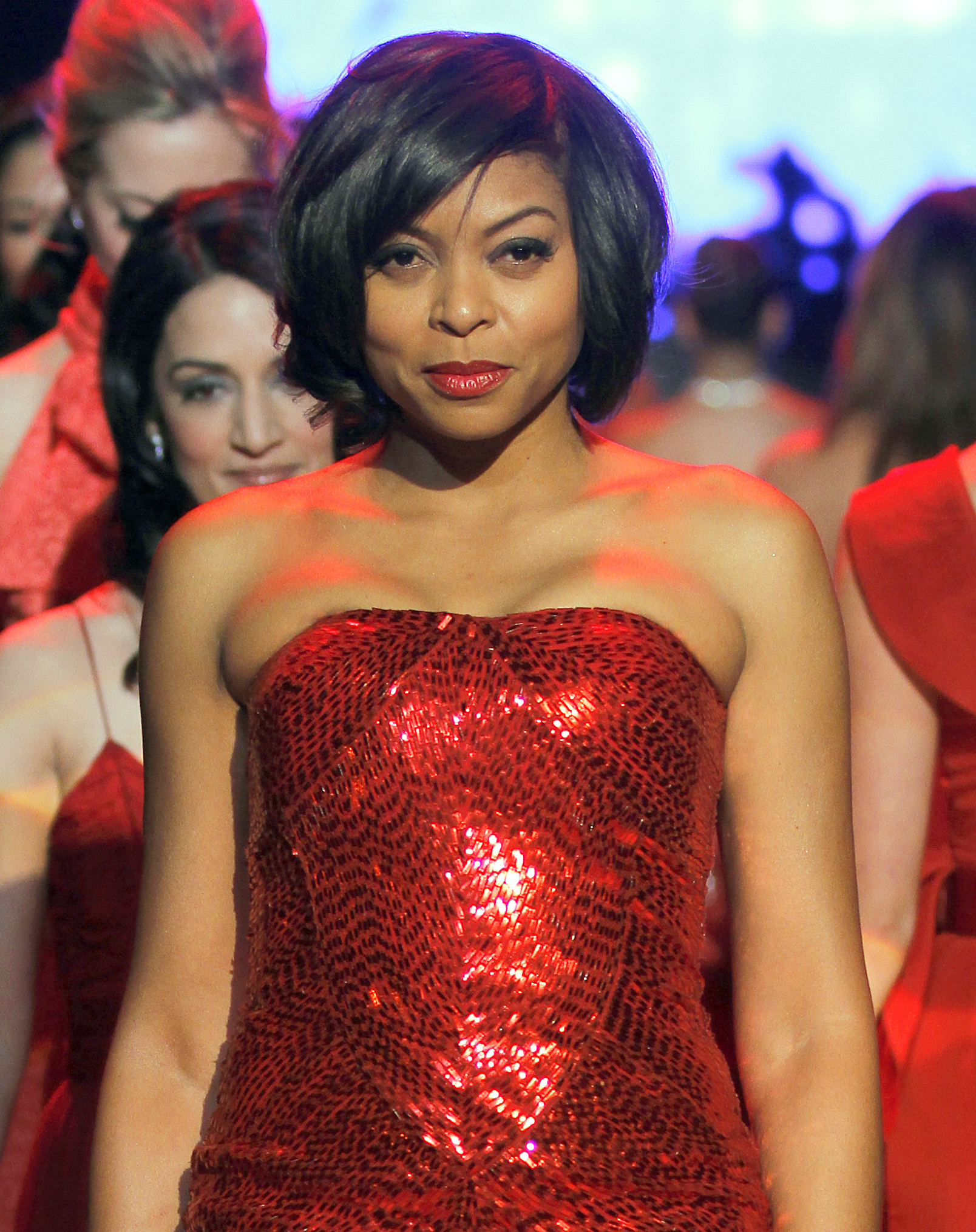
Taraji P. Henson v roce 2011

Svoji hereckou kariéru zahájila v hostujících rolích v seriálech jako Smart Guy, Dr. House, Kriminálka Las Vegas a Sister, Sister. Zahrála si v seriálech jako Strážkyně zákona a Kauzy z Bostonu. Zlom v kariéře nastal s rolí ve filmovém komediálním dramatu Tvrďák (2001), ve kterém si po boku Tyrese Gibsona zahrála roli Yvette. V roce 2005 si zahrála v nezávislém filmu Snaž se a jeď s Terencem Howardem. V roce 2008 si s Bradem Pittem zahrála ve filmu Podivuhodný případ Benjamina Buttona. Za roli získala nominaci na Oscara v kategorii Mejlepší ženský výkon ve vedlejší roli. Vedlejší roli získala v seriálu stanice ABC Eli Stone. Zahrála si ve dvou filmech Tylera Perryho, a to The Family That Preys (2008), I Can Do Bad All By Myself (2009). V roce 2010 si zahrála v remaku filmu Karate Kid s Jadenem Smithem, synem Willa Smitha. V roce 2011 si zahrála v televizním filmu Boj o syna: Příběh Tiffany Rubinové. Za roli získala několik nominací, včetně na cenu Emmy. Ve stejném roce byla obsazena do seriálu Lovci zločinů, kde působila do roku 2013.
V roce 2012 si zahrála ve snímku Mysli jako on. Roli si zopakovala v sequelu Mysli taky jako chlap. V únoru 2014 byla obsazena do hudebního dramatického seriálu stanice Fox Empire. Za roli Cookie Lyon byla nominovaná na cenu Emmy (2015, 2016) a Zlatý glóbus (2015, 2016). V lednu 2016 se Henson stala třetí Afroameričankou, která si domů odnesla cenu Zlatý glóbus v kategorii Nejlepší ženský herecký výkon v seriálu – drama (první byla Gail Fisher v roce 1972, druhá Regina Taylor v roce 1992). V roce 2016 měl premiéru film Skrytá čísla, ve kterém hraje matematičku, která pomáhá NASA.

## Osobní život
V roce 1994 byla těhotná a porodila syna Marcella. Jeho otec, její přítel už od střední školy William Lamar Johnson, byl v roce 2003 zavražděn.
V květnu roku 2018 se zasnoubila s hráčem NFL Kelvinem Haydenem. V talk show The Breakfast Club prozradila dne 19. října 2020, že zásnuby byly zrušeny.

## Filmografie

### Film
| Rok  | Název                                | Role                      | Poznámky |
| ---- | ------------------------------------ | ------------------------- | -------- |
| 1998 | Streetwise                           | Tammy                     |          |
| 2000 | Dobrodružství Rockyho a Bullwinkla   | studentka z levého křídla |          |
| 2000 | Satanova vyšší dívčí                 | Paige                     |          |
| 2001 | Tvrďák                               | Yvette                    |          |
| 2002 | Enough                               | Anna Hiller               |          |
| 2004 | Hair Show                            | Tiffany                   |          |
| 2005 | Snaž se a jeď                        | Shug                      |          |
| 2005 | Čtyři bratři                         | Camille Mercer            |          |
| 2005 | Opravdové zvíře                      | Ramona                    |          |
| 2006 | Něco nového                          | Nedra                     |          |
| 2007 | Sejmi eso                            | Sharice Watters           |          |
| 2007 | Z vězení do éteru                    | Vernell Watson            |          |
| 2008 | The Family That Preys                | Pam Evans                 |          |
| 2008 | Podivuhodný případ Benjamina Buttona | Queenie                   |          |
| 2009 | Na rozcestí                          | Clarice Clark-Johnson     |          |
| 2009 | Hurricane Season                     | Dayna Collins             |          |
| 2009 | I Can Do Bad All By Myself           | April Jones               |          |
| 2010 | Noční rande                          | detektiv Arroyo           |          |
| 2010 | Karate Kid                           | Sherry Parker             |          |
| 2010 | Peep World                           | Mary                      |          |
| 2010 | Stále na hraně                       | Pearl                     |          |
| 2011 | Dobrý doktor                         | sestřička Theresa         |          |
| 2011 | Boj o syna: Příběh Tiffany Rubinové  | Tiffany Rubin             |          |
| 2011 | Moje krásná učitelka                 | B'Ella                    |          |
| 2011 | Laugh at My Pain                     | Taraji                    |          |
| 2011 | Z ulice na green                     | Catana Starks             |          |
| 2012 | Mysli jako on                        | Lauren Harris             |          |
| 2013 | Madly Madagascar                     | Okapi (hlas)              |          |
| 2014 | Mysli taky jako chlap                | Lauren Harris             |          |
| 2014 | Pro dobrotu na žebrotu               | Terri Granger             |          |
| 2014 | Pět nejlepších                       | samu sebe                 |          |
| 2016 | Term Life                            | Samantha Thurman          |          |
| 2016 | Skrytá čísla                         | Katherine Johnson         |          |
| 2018 | Acrimony                             | Melinda Gayle             |          |
| 2018 | Hrdá Mary                            | Mary Goodwin              |          |
| 2018 | Raubíř Ralf a internet               | Yesss (hlas)              |          |
| 2019 | Ali ví, po čem muži touží            | Ali Davis                 |          |
| 2019 | The Best of Enemies                  | Ann Altwater              |          |
| 2020 | Coffee & Kareem                      | Vanessa Manning           |          |
| 2020 | Mimoni 2: Padouch přichází           | Belle Bottom (hlas)       |          |

### Televize
| Rok             | Název                                     | Role                           | Poznámky                               |
| --------------- | ----------------------------------------- | ------------------------------ | -------------------------------------- |
| 1997–1998       | Smart Guy                                 | Mo'Nique                       | 3 díly                                 |
| 1999            | Sister, Sister                            | Leslie                         | díl: „Two's Company“                   |
| 1998            | Pohotovost                                | Elan                           | díl: „Zlomek vteřiny“                  |
| 2001            | To je vražda, napsala: Konečně na svobodě | Bess Pinckney                  | televizní film                         |
| 2002–2004       | Strážkyně zákona                          | inspektorka Washington         | 14 dílů                                |
| 2004            | All of Us                                 | Kim                            | díl: „In Through the Out Door“         |
| 2005            | Dr. House                                 | Moira                          | díl: „Spin“                            |
| 2006            | Kriminálka Las Vegas                      | Christina                      | díl: „Rád se divím“                    |
| 2007–2008       | Kauzy z Bostonu                           | Whitney Rome                   | 17 dílů                                |
| 2008            | Eli Stone                                 | Angela Scott                   | 3 díly                                 |
| 2010            | Cleveland show                            | Chanel Williams (hlas)         | díl: „Brotherly Love“                  |
| 2011–2013, 2015 | Lovci zločinců                            | detektiv Jocelyn "Joss" Carter | 55 dílů                                |
| 2014            | Season Of Love                            | Jackie                         | televizní film                         |
| 2015–2020       | Empire                                    | Cookie Lyon                    | hlavní role, 102 dílů                  |
| 2015            | Saturday Night Live                       | samu sebe/moderátorka          | díl: „Taraji P. Henson/Mumford & Sons“ |
| 2015            | Live! with Kelly and Michael              | samu sebe/moderátorka          | díl vysílaný 16. března 2015           |
| 2016            | Doba ledová: Velikonoční překvapení       | Ethel (hlas)                   | speciál                                |
| 2017            | Simpsonovi                                | Praline                        | díl: „Velký Phatsby“                   |
| 2017            | Carpool Karaoke: The Series               | Samu sebe                      | díl: „Alicia Keys a John Legend“       |
| 2019            | Tuca & Bertie                             | Terry (hlas)                   | díl: „Sweetbeak“                       |

## Ocenění a nominace
| Rok  | Práce                                | Ocenění                                     | Kategorie | Výsledek  |
| ---- | ------------------------------------ | ------------------------------------------- | --- | --------- |
| 2001 | Tvrďák                               | Mezinárodní filmový festival Locarno        | Nejlepší obsazeni                                                                                              | vítězství |
| 2002 | Tvrďák                               | Black Reel Awards                           | Nejlepší herečka v hlavní roli                                                                                 | nominace  |
| 2006 | Snaž se a jeď                        | BET Awards                                  | Nejlepší herečka v hlavní roli                                                                                 | vítězství |
| 2006 | Snaž se a jeď                        | Black Reel Awards                           | Nejlepší herečka ve vedlejší roli                                                                              | vítězství |
| 2006 | Snaž se a jeď                        | Black Reel Awards                           | Nejlepší obsazeni                                                                                              | nominace  |
| 2006 | Snaž se a jeď                        | Image Awards                                | Nejlepší herečka ve vedlejší roli                                                                              | nominace  |
| 2006 | Snaž se a jeď                        | MTV Movie Awards                            | Objev roku | nominace  |
| 2006 | Snaž se a jeď                        | MTV Movie Awards                            | Nejlepší polibek (sdíleno s Terrence Howardem)                                                                 | nominace  |
| 2006 | Snaž se a jeď                        | NAACP Image Awards                          | Nejlepší filmová herečka ve vedlejší roli                                                                      | nominace  |
| 2006 | Snaž se a jeď                        | Online Film & Television Association        | Nejlepší hudba, originální skladba                                                                             | nominace  |
| 2006 | Čtyři bratři                         | Black Reel Awards                           | Nejlepší obsazeni                                                                                              | nominace  |
| 2007 | Z vězení do éteru                    | Gotham Awards                               | Nejlepší obsazeni                                                                                              | vítězství |
| 2007 | Z vězení do éteru                    | Satellite Awards                            | Nejlepší herečka ve vedlejší roli                                                                              | nominace  |
| 2008 | Z vězení do éteru                    | Image Awards                                | Nejlepší herečka v hlavní roli                                                                                 | nominace  |
| 2008 | Z vězení do éteru                    | NAACP Image Awards                          | Nejlepší filmová herečka                                                                                       | nominace  |
| 2008 | Podivuhodný případ Benjamina Buttona | Golden Schmoes Awards                       | Nejlepší herečka ve vedlejší roli                                                                              | nominace  |
| 2008 | Podivuhodný případ Benjamina Buttona | Houston Film Critics Society Awards         | Nejlepší herečka ve vedlejší roli                                                                              | nominace  |
| 2009 | Podivuhodný případ Benjamina Buttona | Gold Derby Awards                           | Nejlepší obsazeni                                                                                              | nominace  |
| 2009 | Podivuhodný případ Benjamina Buttona | Italian Online Movie Awards                 | Nejlepší herečka ve vedlejší roli                                                                              | nominace  |
| 2009 | Podivuhodný případ Benjamina Buttona | MTV Movie Awards                            | Nejlepší herečka v hlavní roli                                                                                 | nominace  |
| 2009 | Podivuhodný případ Benjamina Buttona | Image Awards                                | Nejlepší herečka v hlavní roli                                                                                 | vítězství |
| 2010 | Podivuhodný případ Benjamina Buttona | Austin Film Critics Association             | Nejlepší herečka ve vedlejší roli                                                                              | vítězství |
| 2010 | Podivuhodný případ Benjamina Buttona | BET Awards                                  | Nejlepší herečka v hlavní roli                                                                                 | vítězství |
| 2010 | Podivuhodný případ Benjamina Buttona | NAACP Image Awards                          | Nejlepší filmová herečka ve vedlejší roli                                                                      | vítězství |
| 2010 | Podivuhodný případ Benjamina Buttona | Oscar                                       | Nejlepší herečka ve vedlejší roli                                                                              | nominace  |
| 2010 | Podivuhodný případ Benjamina Buttona | Black Reel Awards                           | Nejlepší herečka ve vedlejší roli                                                                              | nominace  |
| 2010 | Podivuhodný případ Benjamina Buttona | Screen Actors Guild Award                   | Nejlepší herečka ve vedlejší roli                                                                              | nominace  |
| 2010 | Podivuhodný případ Benjamina Buttona | Screen Actors Guild Award                   | Nejlepší filmové obsazení                                                                                      | nominace  |
| 2010 | I Can Do Bad All By Myself           | Black Reel Awards                           | Nejlepší herečka v hlavní roli                                                                                 | nominace  |
| 2010 | I Can Do Bad All By Myself           | Image Awards                                | Nejlepší herečka v hlavní roli                                                                                 | nominace  |
| 2011 | Boj o syna: Příběh Tiffany Rubinové  | BET Awards                                  | Nejlepší herečka v hlavní roli                                                                                 | vítězství |
| 2011 | Boj o syna: Příběh Tiffany Rubinové  | NAACP Image Awards                          | Nejlepší herečka v televizním filmu, mini seriálu nebo dramatickém speciálu                                    | vítězství |
| 2011 | Boj o syna: Příběh Tiffany Rubinové  | Gold Derby Awards                           | nejlepší herečka v TV filmu nebo minisérii                                                                     | nominace  |
| 2011 | Boj o syna: Příběh Tiffany Rubinové  | Black Reel Awards                           | Nejlepší herečka v televizním/kabelovém filmu                                                                  | vítězství |
| 2011 | Boj o syna: Příběh Tiffany Rubinové  | Online Film & Television Association Awards | Nejlepší herečka ve filmu nebo minisérii                                                                       | nominace  |
| 2011 | Boj o syna: Příběh Tiffany Rubinové  | Satellite Awards                            | Nejlepší herečka v miniseriálu nebo televizním filmu                                                           | nominace  |
| 2012 | Boj o syna: Příběh Tiffany Rubinové  | Image Awards                                | Nejlepší herečka v hlavní roli                                                                                 | vítězství |
| 2012 | Lovci zločinců                       | Image Awards                                | Nejlepší televizní herečka ve vedlejší roli: drama                                                             | nominace  |
| 2013 | Think Like a Man                     | Image Awards                                | Nejlepší herečka ve vedlejší roli                                                                              | nominace  |
| 2013 | Lovci zločinců                       | IGN Summer Movie Awards                     | Nejlepší hrdina                                                                                                | nominace  |
| 2014 | Lovci zločinců                       | Image Awards                                | Nejlepší televizní herečka ve vedlejší roli: drama                                                             | vítězství |
| 2015 |                                      | NAACP Image Awards                          | Bavič roku | vítězství |
| 2015 | Pro dobrotu na žebrotu               | NAACP Image Awards                          | Nejlepší filmová herečka v hlavní roli                                                                         | vítězství |
| 2015 | Pro dobrotu na žebrotu               | Image Awards                                | Nejlepší filmová herečka                                                                                       | vítězství |
| 2015 | Pro dobrotu na žebrotu               | Image Awards                                | Bavič roku | nominace  |
| 2015 | Empire                               | BET Awards                                  | Nejlepší herečka v hlavní roli                                                                                 | vítězství |
| 2015 | Empire                               | Critics' Choice Television Awards           | Nejlepší herečka v dramatickém seriálu                                                                         | vítězství |
| 2015 | Empire                               | Cena Emmy                                   | Nejlepší herečka v dramatickém seriálu                                                                         | nominace  |
| 2015 | Empire                               | Gold Derby Awards                           | Herec roku | nominace  |
| 2015 | Empire                               | Gold Derby Awards                           | nejlepší herečka: drama                                                                                        | nominace  |
| 2015 | Empire                               | Online Film & Television Association Awards | nejlepší herečka: drama                                                                                        | vítězství |
| 2015 | Empire                               | Satellite Awards                            | Nejlepší herečka v dramatickém seriálu                                                                         | nominace  |
| 2015 | Empire                               | Teen Choice Awards                          | Nejlepší herečka v dramatickém seriálu                                                                         | nominace  |
| 2015 | Empire                               | Teen Choice Awards                          | Nejlepší televizní chemie (sdíleno s Trai Byersem, Brysherem Y. Grayem, Terrence Howardem a Jussie Smollettem) | nominace  |
| 2015 | Empire                               | Television Critics Association              | Individuální ocenění v dramatu                                                                                 | nominace  |
| 2016 | Empire                               | Critics' Choice Television Awards           | Nejlepší herečka v dramatickém seriálu                                                                         | nominace  |
| 2016 | Empire                               | Zlatý glóbus                                | Nejlepší herečka v dramatickém seriálu                                                                         | vítězství |
| 2016 | Empire                               | Shorty Awards                               | Nejlepší herečka v hlavní roli                                                                                 | vítězství |
| 2016 | Empire                               | Online Film & Television Association Awards | nejlepší herečka: drama                                                                                        | nominace  |
| 2016 | Empire                               | Image Awards                                | Nejlepší filmová herečka                                                                                       | vítězství |
| 2016 | Empire                               | Las Vegas Film Critics Society Awards       | Nejlepší filmová herečka                                                                                       | nominace  |
| 2016 | Empire                               | BET Awards                                  | Nejlepší herečka v hlavní roli                                                                                 | vítězství |
| 2016 | Empire                               | Cena Emmy                                   | Nejlepší herečka v dramatickém seriálu                                                                         | nominace  |
| 2017 | Around The Way Girl: A Memoir        | NAACP Image Awards                          | Nejlepší literární práce na biografii/autobiografii                                                            | nominace  |
| 2017 | Skrytá čísla                         | BET Awards                                  | Nejlepší herečka v hlavní roli                                                                                 | vítězství |
| 2017 | Skrytá čísla                         | Black Reel Awards                           | Nejlepší herečka v hlavní roli                                                                                 | nominace  |
| 2017 | Skrytá čísla                         | Cena Saturn                                 | Nejlepší herečka v hlavní roli                                                                                 | nominace  |
| 2017 | Skrytá čísla                         | Gold Derby Awards                           | Nejlepší filmové obsazení                                                                                      | nominace  |
| 2017 | Skrytá čísla                         | Mezinárodní filmový festival v Palm Srpings | Nejlepší filmové obsazení                                                                                      | vítězství |
| 2017 | Skrytá čísla                         | Image Awards                                | Nejlepší filmová herečka                                                                                       | vítězství |
| 2017 | Skrytá čísla                         | Satellite Awards                            | Nejlepší filmové obsazení                                                                                      | vítězství |
| 2017 | Skrytá čísla                         | Satellite Awards                            | Nejlepší herečka v hlavní roli                                                                                 | nominace  |
| 2017 | Skrytá čísla                         | Screen Actors Guild Awards                  | Nejlepší filmové obsazení                                                                                      | vítězství |
| 2017 | Skrytá čísla                         | MTV Movie & TV Awards                       | Nejlepší filmový výkon                                                                                         | nominace  |
| 2017 | Skrytá čísla                         | MTV Movie & TV Awards                       | Nejlepší hrdina                                                                                                | nominace  |
| 2017 | Skrytá čísla                         | NAACP Image Awards                          | Nejlepší filmová herečka v hlavní roli                                                                         | vítězství |
| 2017 | Skrytá čísla                         | Teen Choice Awards                          | Nejlepší herečka: drama                                                                                        | nominace  |
| 2017 | Skrytá čísla                         | Women Film Critics Circle                   | Nejlepší herečka v hlavní roli                                                                                 | nominace  |
| 2017 | Empire                               | Black Reel Awards (televize)                | Nejlepší herečka: drama                                                                                        | nominace  |
| 2017 | Empire                               | People's Choice Awards                      | Nejlepší herečka v dramatickém seriálu                                                                         | nominace  |
| 2017 | Empire                               | MTV Movie & TV Awards                       | Nejlepší polibek (sdíleno s Terrence Howardem)                                                                 | nominace  |
| 2017 | Empire                               | NAACP Image Awards                          | Nejlepší herečka v dramatickém seriálu                                                                         | vítězství |
| 2017 | Empire                               | Image Awards                                | Nejlepší herečka: drama                                                                                        | vítězství |
| 2018 | Acrimony/Hrdá Mary/Empire            | BET Awards                                  | Nejlepší herečka v hlavní roli                                                                                 | nominace  |
| 2018 | Empire                               | Black Reel Awards (televize)                | Nejlepší herečka: drama                                                                                        | nominace  |
| 2018 | Empire                               | Image Awards                                | Nejlepší herečka: drama                                                                                        | vítězství |
| 2018 | Empire                               | NAACP Image Awards                          | Nejlepší herečka v dramatickém seriálu                                                                         | vítězství |
| 2019 | Raubíř Ralf a internet               | Black Reel Awards                           | Nejlepší hlas                                                                                                  | nominace  |
| 2019 | Empire                               | NAACP Image Awards                          | Nejlepší herečka v dramatickém seriálu                                                                         | vítězství |